# Nieva de Calderuela
Nieva es una pedanía del municipio de Arancón en la provincia de Soria, comunidad autónoma de Castilla y León, España.

## Geografía
Esta pequeña población de la comarca de Frentes está ubicada en el centro de la provincia de Soria, al este de la capital y al sur de la sierra del Almuerzo.

### Comunicaciones
En la  carretera local SO-P-1208 de Renieblas a Aldealpozo en la N-122, acceso a Nieva de Calderuela por la carretera local SO-P-1250.

## Historia
A la caída del Antiguo Régimen la localidad se constituye en municipio constitucional, conocido entonces como «Calderuela y Nieva», en la región de Castilla la Vieja, partido de Soria  que en el censo de 1842 contaba con  34 hogares y 134 vecinos.
A mediados del siglo XIX crece el término del municipio porque incorpora a Omeñaca.
A finales del siglo XX este municipio desaparece porque se integra en el municipio Arancón.

## Demografía
Nieva de Calderuela contaba en el año 2000 con una población de 5 habitantes, 3 hombres y 2 mujeres. En 2014 contaba con 6 vecinos.

## Monumentos
- Iglesia parroquial católica.

## Fiestas
- Finales de octubre.